# Neutralitatea internetului
Neutralitatea netului (engleza: net neutrality) este principiul care susține că Furnizorii de servicii Internet trebuie să trateze toate fluxurile de date de pe Internet în mod egal și nu au voie să aplice tarife în funcție de utilizator, website, platformă, aplicație, echipament sau metodă de comunicare.
Termenul a fost prima dată folosit în 2003 de către profesorul Tim Wu de la Universitatea Columbia din New York într-un articol cu titlul Network Neutrality, Broadband Discrimination